# آتسوتا-کو، ناگویا
آتسوتا-کو، ناگویا (به لاتین: Atsuta-ku, Nagoya) یک منطقهٔ مسکونی در ژاپن است که در ناگویا واقع شده‌است. آتسوتا-کو ۸٫۱۳ کیلومترمربع مساحت و ۶۴٬۸۴۷ نفر جمعیت دارد.